# Cartutx de percussió anular

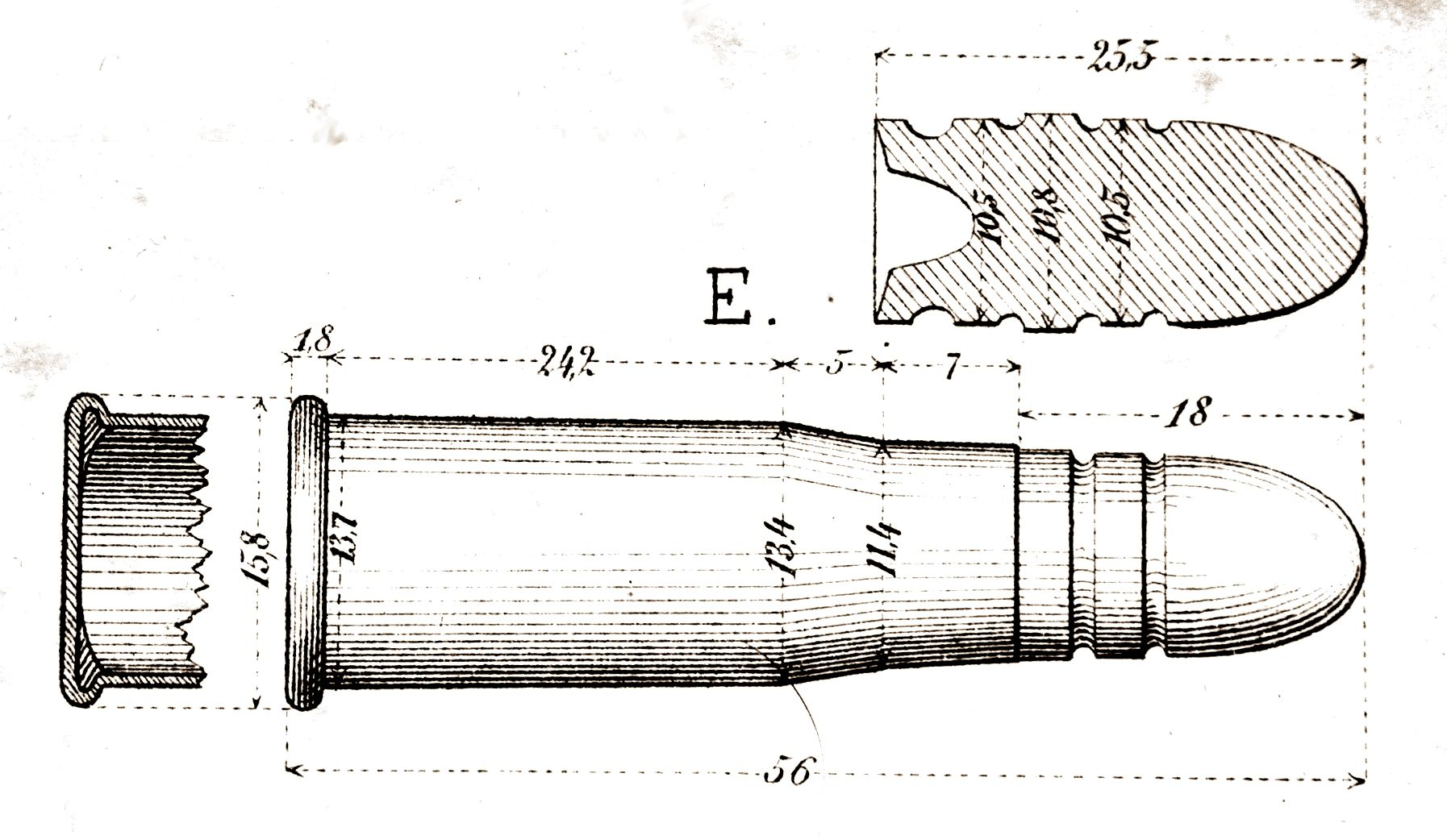
Cartutx Vetterli Ord. Suís 1869

Els cartutxos de percussió anular, actualment, es poden trobar sobretot en les armes de petit calibre utilitzades pel tir esportiu. Contràriament a les municions de percussió central, el fulminat es troba contingut a la vora del cartutx que serà aixafada per la punta del percussor en el moment de disparar. L'avantatge dels cartutxos de percussió anular rau en una fabricació simple i poc costosa, ja que no és necessària cap peça suplementària, com ara el pistó dels cartutxos de percussió central.

## Primer cartutx metàl·lic

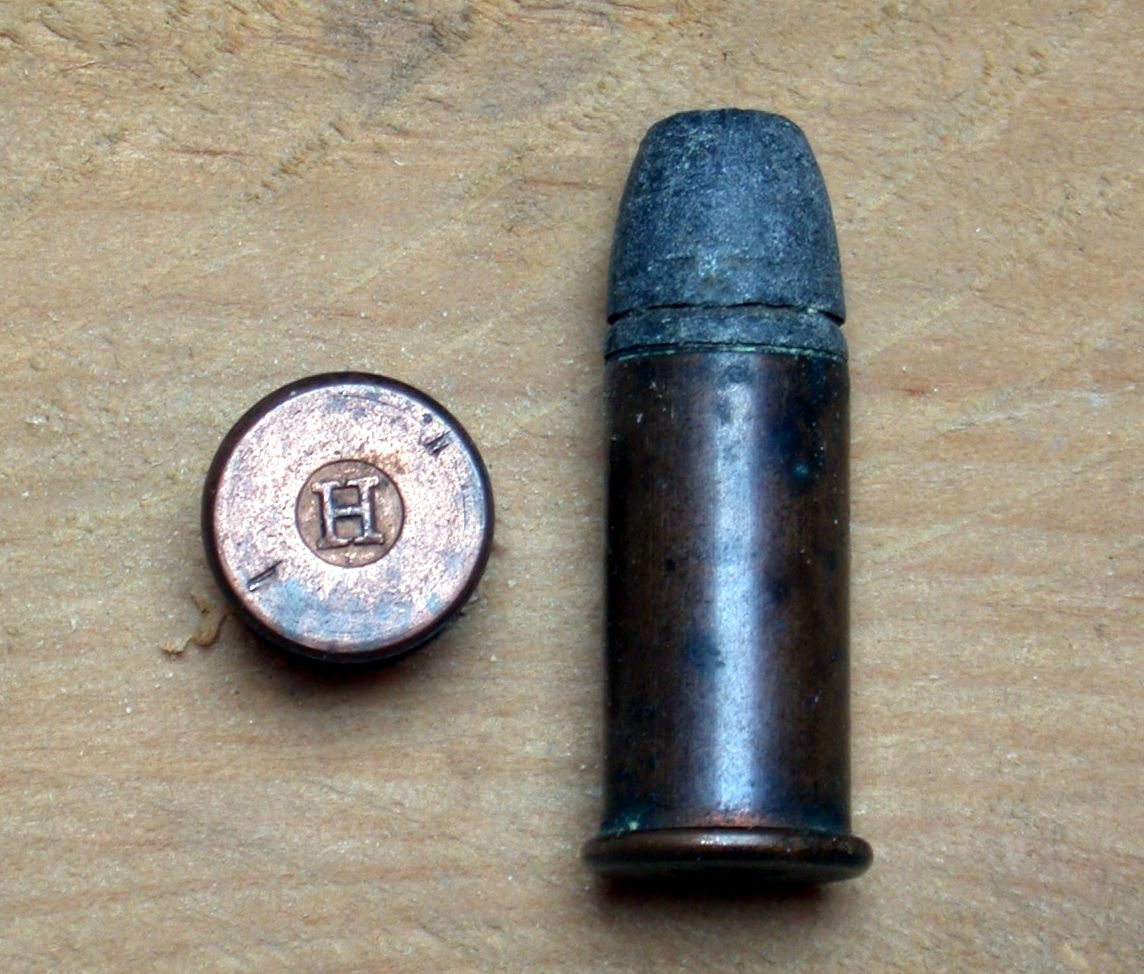
Cartutx .44-Henry-Flat

La percussió anular fou inventada per l'armer parisenc Louis-Nicolas Flobert el 1845. Aquests cartutxos amb un projectil de calibre de 6 mm, utilitzats pel tir de saló amb pistoles, foren els primers cartutxos metàl·lics fabricats al món. Com càrrega de propulsió aquests només utilitzaven un encebat de fulminat de mercuri. L'any 1854, als Estats Units, els socis Horaci Smith i Daniel Wesson de la firma Smith & Wesson van dissenyat i patentar una còpia millorada del cartutx Flobert, que seria l'antecessor de l'actual .22 Long Rifle, afegint al fulminat una càrrega propulsora de pólvora negra.
Però no va ser fins al 1860 que Benjamin Tyler Henry, enginyer de Winchester, va posar a punt el primer cartutx de gran calibre de percussió anular. El va dissenyar per al seu nou fusell Henry de repetició, antecessor del fusell Winchester. Aquest cartutx comprèn un beina de coure (posteriorment de llautó), amb 25 grans (1,6 g) de pólvora negra, propulsant una bala de plom de calibre nominal .44 (11,18 mm) 216 grans (14 g) de pes. Fou seguit de nombrosos cartutxos militars com el del fusell Suïss Vetterli i de municions de caça de diferents calibres. Cap al final del segle xix el sistema a percussió anular va començar a desaparèixer perquè les beines de xapa de coure o llautó prim no eren prou resistents per donar suport a la pressió de les càrregues necessàries per a les municions modernes. Des del finals del segle xix en els cartutxos de gran calibre la percussió anular fou reemplaçada pels cartutxos de percussió central.